# Гилазев, Руслан Накифович
Руслан Накифович Гилазев (род. 7 января 1977, Одесса) — украинский футболист, полузащитник, двукратный чемпион Молдавии и призёр чемпионата Украины.

## Карьера
Воспитанник футбольной школы одесского «Черноморца», первый тренер — Савелий Тимофеевич Семёнов. Начал выступать на взрослом уровне в 1994 году в команде «Динамо-Дагма» на первенстве КФК, в следующем сезоне играл в этой команде (переименованной в «Динамо-Флэш») во второй лиге, в 1996 году снова играл на любительском уровне.
В конце 1996 года подписал контракт с черниговской «Десной», в первом же сезоне в команде стал победителем турнира второй украинской лиги и вышел в первую, в которой отыграл в составе «Десны» ещё полтора сезона.
Весной 1999 года перешёл в «Зимбру» из Кишинёва — один из сильнейших в то время клубов чемпионата Молдавии, провёл нём 2,5 года. В составе зубров Руслан стал двукратным чемпионом страны.
В 2001 году Гилазев вернулся в свой родной клуб — одесский «Черноморец», игравший тогда в первой лиге Украины. В сезоне 2001/02 клуб завоевал право играть в высшей лиге, в которой Руслан провёл за моряков следующие шесть сезонов. Дебютный матч в высшей лиге сыграл 7 июля 2002 года против «Кривбасса». В сезоне 2005/06 стал обладателем бронзовых медалей чемпионата. В 2007—2008 годах играл на правах аренды за овидиопольский «Днестр», на следующий год вернулся в «Черноморец». Всего в составе одесситов Гилазев сыграл 145 матчей чемпионатов Украины и забил 8 голов (из них в высшей лиге — 117 матчей, 6 голов). В 2009 году завершил карьеру из-за травмы.
После окончания карьеры игрока в течение года работал тренером дубля «Черноморца», получил тренерскую лицензию «В». В 2014 году — директор УСБ «Отрада». В июне 2017 года назначен на пост спортивного директора одесского «Черноморца».

## Достижения
- Чемпион Молдавии: 1998/99, 1999/00
- Бронзовый призёр чемпионата Украины: 2005/06